# Општина Стара Пазова
Општина Стара Пазова налази се у југоисточном делу Срема, у Војводини, између два највећа града у републици Србији; од Београда је удаљена 30 km, а од Новог Сада 40 km. Више важнијих саобраћајница пролази кроз општину: ауто-пут Београд-Загреб, ауто-пут Београд-Нови Сад, регионални путеви М22, П106 и П121. Кроз општину такође пролази пруга Будимпешта-Нови Сад-Београд-Ниш. Према прелиминарним подацима са последњег пописа 2022. године у општини је живело 62.318 становника (према попису из 2011. било је 65.792 становника).
Београдски аеродром Никола Тесла је удаљен 15 km од центра општине, а војни аеродром у Батајници 8 km. Источна граница општине је омеђена Дунавом у дужини од 24 km па је ова Општина саобраћајно повезана и пловним путем.

## О општини
Стара Пазова је све до формирања Нове Пазове (крај 18. века) имала назив Пазова. Њен први помен под именом Пазуха потиче с краја 15. века. Парох Симеон Араницки (1911) помиње да је Пазова добила назив по шанцу Пазуха. Шанац представља војничко утврђење, што указује да овај назив можда потиче из периода Војне Крајине (1701-1871). У историјским списима Стара Пазова се помиње по називом Пазуха, Пазува, Пазуа и Пазова (Бојовић В, 2004). Настарија насеља су Белегиш, Војка и Сурдук, који се први пут помињу током 15. века и Стари Бановци и Голубинци, у 16. веку. Војка је 2016. године прославила 600 година постојања. Остала места настала су током 18. века. Називи су разнородног порекла, од зоогеографског (Голубинци), геоморфолошког (Сурдук) до личних имена Бела Киш (Белегиш), Бан Милисав (Бановци), крчмарица Војка (Војка) и Крњо (Крњешевци). Најкасније формирана насеља добила су придев који наводи да су млађа у мрежи насеља (Нови Бановци и Нова Пазова).
Погодан географски положај, раскршће главних путева, близина Београда и Новог Сада, условили су повољан развој економског и друштвеног седишта овог дела Срема.
У  и  веку ово подручје насељавају Срби, а нарочито Словаци.
Општина Стара Пазова има једну од најдужих традиција када је у питању развој малих и средњих предузећа у целој Војводини. Данас овде има око 500 малих и средњих предузећа и око 2600 занатских радњи од којих се већина налази у Старој и Новој Пазови. Развија се и индустрија: дрвно-индустријски комбинат, фабрика металних производа и фабрика машина, циглана и др.
Пољопривреда је такође важна у локалној економији. Има око 30000 хектара обрадиве земље, од чега је 22000 хектара у приватном власништву.

## Насељена места
Општина Стара Пазова се састоји од 10 или 11 насеља, од тога се 3 или 4 сматрају урбаним, а 7 руралним.
Урбана насеља су:
- Бановци-Дунав
- Нови Бановци
- Нова Пазова
- Стара Пазова

Рурална насеља су:
- Стари Бановци
- Белегиш
- Војка
- Голубинци
- Крњешевци
- Сурдук
- Петровић Салаш[а]

1. ↑  На сајту општине Стара Пазова, Петровић Салаш није наведен као насеље, али јесте на сајту туристичке организације Старе Пазове.[6]

## Демографија

### Етничка припадност
Осим Срба, у Старој Пазови живи више националних мањина, углавном Словаци. Друге бројније националне мањине су Хрвати, Мађари и Роми, као и друге мање бројне мањине.

#### Словаци
Градско насеље Стара Пазова је дом највеће словачке заједнице у Србији, јер Словаци чине 31% становништва. Општина садржи основну школу на словачком језику „Херој Јанко Чмелик”, радио програм на словачком језику, Словачко културно-уметничко друштво (у оквиру кога постоје фолклорни ансамбл Класје и позоришна група ВХВ) и словачку евангелистичку цркву. Све ове институције представљају окосницу словачке традиције која словачком становништву у Старој Пазови помаже да сачувају своје обичаје и културу.

#### Хрвати
Од свих насеља у Старој Пазови, хрватско становништво је највише сконцентрисано у Голубинцима. Пошто су Голубинци укључени у Војну крајину 1756, више хрватских породица се досељава из Пожеге из Шијачке области, а затим и више хрватских-шокачких породица из Бачке. Први католици у Голубинцима припадали су командном кадру Регименте на чији захтев 1771. долази до формирања римокатоличке жупе у Голубинцима под чијом надлежношћу су и села Попинци, Војка и Шимановци. Насељавање 17 хрватских породица са нуштарског властелинства Куена грофа Ходерварја, из Јармине и Опојеваца одобрио је Дворски савет 1775. године. 1828. је изграђена католичка капела, док је данашња црква Светог Јурја грађена од 1876. до 1885. Хрватска читаоница је основана 1919. У Голубинцима је за 150-так година службовало 25 католичких свештеника. Данас културну традицију Хрвата негује Хрватско културно просвјетно друштво Томислав.

#### Роми
Роми су присутни готово у сваком насељу у општини. Претпоставља се да су Роми присутни у насељима општине Старе Пазове од када постоје та насеља. Као и у осталим срединама у Војводини, током историје Роми су најчешће по занимању били свирачи, џамбаси, трговци стоком, корпари a има их и који се баве земљорадњом. Општина Стара Пазова има Канцеларију за инклузију Рома која је сервисни центар, чији је циљ унапређење квалитета живота ромске заједнице у области здравства, образовања, становања и запошљавања.

### Религија
Како су заступљене различите вероисповести, у општини постоји и више хришћанских цркава и то православне, католичке, евангелистичка и друге, које негују узорне конфесионалне односе.

### Број становника
Кретање броја становника општине:
- 1961: 41036
- 1971: 43477
- 1981: 52566
- 1991: 57291
- 2002: 67576
- 2011: 65792

Национални састав општине Стара Пазова према попису из 2002. године:
| Резултати пописа 2002.‍ | Резултати пописа 2002.‍ | Резултати пописа 2002.‍ | Резултати пописа 2002.‍ | Резултати пописа 2002.‍ |
| ---------------------- | ---------------------- | ---------------------- | ---------------------- | ---------------------- |
|                        |                        |                        |                        |                        |
| Срби                   | Срби                   |                        | 54,850                 | 81,16%                 |
| Словаци                | Словаци                |                        | 5.992                  | 8,86%                  |
| Хрвати                 | Хрвати                 |                        | 1.615                  | 2,39%                  |
| Роми                   | Роми                   |                        | 1.095                  | 1,60%                  |
| Југословени            | Југословени            |                        | 754                    | 1,11%                  |

Национални састав општине Стара Пазова према попису из 2011. године:
| Резултати пописа 2011.‍ | Резултати пописа 2011.‍ | Резултати пописа 2011.‍ | Резултати пописа 2011.‍ | Резултати пописа 2011.‍ |
| ---------------------- | ---------------------- | ---------------------- | ---------------------- | ---------------------- |
|                        |                        |                        |                        |                        |
| Срби                   | Срби                   |                        | 54.516                 | 82,86%                 |
| Словаци                | Словаци                |                        | 5.212                  | 7,01%                  |
| Хрвати                 | Хрвати                 |                        | 1.336                  | 2,03%                  |
| Роми                   | Роми                   |                        | 1.193                  | 1,81%                  |
| остали                 | остали                 |                        | 1.697                  | 2,58%                  |
| неизјашњени            | неизјашњени            |                        | 1.838                  | 2,79%                  |
| укупно: 65.792         |                        |                        |                        |                        |

Сва насеља у општини имају већинско српско становништво.

## Рељеф
Рељеф општине Стара Пазова настао је деловањем тектонских покрета и радом егзогених сила. Узајамним деловањем свих поменутих геоморфолошких фактора створене су три рељефне целине: лесна зараван, лесна тераса и алувијална раван.
Лесна зараван је од алувијалне равни Дунава јасно одвојена високим одсеком, према западу благо опада и без јасно изражене границе прелази у лесну терасу. Највиша је северозападно од Сурдука и износи 120m, док код Старе Пазове и Нове Пазове опада на 80m и 78m. Површина лесне заравни на територији општине Стара Пазова испресецана је долинама потока, предолницама и сурдуцима. Највећу долину је начинио поток Будовар. Сурдуци су чести на ивици лесног одсека према долини Дунава, а високи су и до 40m.
Лесна тераса захвата југозападни део општине. Граница према вишој лесној заравни је слабо изражена. У њеним јужнијим деловима све чешћи облици фосилних токова затрпани лесом. На лесној тераси је крњешевачка депресија. Велика или крњешевачка депресија је плитка, релативне дубине око 5m. Њено дно је најнижа тачка сремске лесне терасе, а налази се између Крњешеваца и Угриноваца на висини од 75m.
Алувијална раван Дунава заузима узак појас земљишта на крајњем истоку, између корита реке и високог лесног одсека, а њој припадају и три дунавске аде. Највећу ширину достиже јужно од Белегиша, где је широка и до 1,5km. Алувијалну раван прекривају дебеле наслаге песка и муља. Висина овог геоморфолошког члана опада низ Дунав и креће се од 72m до 74m код Сурдука до 71 м код Нових Бановаца.

## Клима
У општини Стара Пазова влада умерено – континентална клима са јасно израженим годишњим добима и са великом температурном променљивошћу. Лета су топла и претежно сува, зиме су хладне са снегом, док пролеће и јесен одликује топлије време са великим количинама падавина. Најхладнији месец са најнижим температурама је јануар, са дневним просечним температурама од -1 °C до 5 °C. Најтоплији месеци у години су јул и август, са дневним просечним температурама од 16 °C до 30 °C. Просечна годишња температура износи 11 °C.
На овом подручју су чести ветрови који дувају из различитих праваца. Кошава је југоисточни ветар који дува брзином и до 120 km/h, неколико дана за редом током целе године, изузев у летњим месецима и најчешћи је ветар. Северац дува са севера, а хладнији је и спорији од Кошаве. Најветровитији месец је фебруар.
Просечна годишња количина падавина износи 648mm. Количина падавина са смањује од запада према истоку. Највише кишних падавина има у мају, док се минималне падавине бележе у октобру.
Средња годишња облачност у просеку износи 54% покривености неба. Најведрији месец је август, а најоблачнији је децембар. Средња годишња сума осунчавања је 2.167,3 часова. Најсунчанији месец у години је јул, док најмање сунца има у децембру, који је претежно облачан.

## Познате личности

### Наука, књижевност, култура и едукација
- Јан Блази, учитељ
- Никола Вујић, доктор медицине, хирург
- Душан Ј. Поповић, први историјски социолог у Србији
- Димитрије Руварац, свештеник и историчар
- Коста Руварац, књижевник, историчар и критичар
- Александар Николајевић, доктор хирургије и акушерства
- Јулије Адамовић, романиста, педагог
- Дамјан Прерадовић, књижевник и скупштинар
- Људмила Хурбан, књижевница, публицисткиња, глумица, парохијска службеница
- Коста Петровић, професор, музејски радник, историчар
- Владимир Конштантин Хурбан Вхв, евангелички свештеник, књижевник, глумац, редитељ
- Душан Ј. Поповић, историчар, професор универзитета
- Фердинанд - Фердо Клаћик, словачки учитељ, педагог, дечији писац, лингвиста и културни радник
- Слободан Тишма, писац и музичар, добитник НИН-ове награде
- Милоје Аранацки, протојереј – ставрофор, председник Православног архидијецезалног свештеничког конвикта, управитељ школе, оснивач ратарске читаонице
- Бошко Зековић, наставник, дипломата, управник позоришта
- Михал Филип, лингвиста, редитељ, историчар културе, педагог и нестор војвођанске научне словакистике
- Милан Вереш, амбасадор, помоћник министра спољних послова и подсекретар у МИП-у
- Мира Бртка, сликарка и редитељка

### Спортисти
- Милош Јојић, фудбалер
- Александар Коларов, фудбалер
- Душан Лајовић, тенисер
- Дејан Мајсторовић, баскеташ, освајач бронзане олимпијске медаље, светски и европски шампион
- Коста Томашевић, фудбалер, тренер и један од оснивача Црвене звезде
- Миливоје Ћирковић, фудбалер

### Војна лица
- Ђорђе Глумац, виши ратни комесар и референт код генералне команде у Трансилванији
- Јанко Чмелик, учесник Народноослободилачке борбе и народни херој Југославије
- Трифун Вујин, краљевски капетан првог реда
- Лемајић Племенити Ђорђе - Ђура, аустријски фелдмаршал-лајтнант

### Остали
- Евгеније Јовановић, епископ горњокарловачки
- Стефан Јовановић, свештеник
- Вера Мишчевић, учесница Народноослободилачке борбе и народни херој Југославије
- Сава Петровић, велепоседник, банкар, политичар